# 大突
大突，是臺灣彰化縣溪湖鎮的一個地名，位於該鎮西北部。相較於今日行政區，其範圍大致包括大突里、北勢里。

## 歷史
台灣清治末期至日治初期，大突地區為一街庄，稱為「大突庄」，隸屬於二林上堡。該庄西北與三省庄為鄰，北與頂藔庄為鄰，東與溪湖庄為鄰，東南邊及南邊東段為汴頭庄，南邊中西段及西南邊為田中央庄。
1901年（日治明治三十四年）11月，全台廢縣廳改設二十廳，該庄隸屬於彰化廳。1903年（明治三十六年）6月，該庄編入「溪湖區」，隸屬於彰化廳。1909年（明治四十二年）10月，合併二十廳為十二廳，溪湖區改隸屬於臺中廳。1920年（大正九年），廢廳、支廳、區、街庄（舊制）改設州、郡、街庄（新制）、大字，該庄改制為「大突」大字，隸屬於臺中州員林郡溪湖庄，大字下有「大突」、「北勢尾」小字名。1938年，溪湖庄升格為溪湖街。
戰後溪湖街改制為溪湖鎮，隸屬於臺中縣，大字亦改制為里。1950年10月，中、彰、投分治，溪湖鎮改隸屬彰化縣。

## 聚落
本地區發展較早的聚落有大厝內、大突頭、大突尾、北勢尾等，在日治期初期的官方地圖上已有記載。

## 交通
縣道148號（二溪路二段～一段）是王功至草屯的道路，大致以西微南－東微北經過本地區南部邊界地帶。由該道路向西微南轉西南再轉西北西可前往二林北部、芳苑的王功等地，向東微北可前往溪湖市區、國道1號員林交流道、埔心、員林、芬園、草屯等地。
鄉道彰40線（北聖路）是水尾至田中央道路，其東南側端點位於本地區南部邊界地帶中央偏東的縣道148號路口。由此向北北西轉西北蜿蜒而行，經湖西國小後轉西北西，經鄉道彰43線路口後蜿蜒而行，出境後可前往三省並止於其西北部水尾聚落的鄉道彰38-1線路口。
鄉道彰41線（大突巷、大發路、大道街、大同路、大公路、大道街）是好修至汴頭的道路，大致以西北西—東南東走向由本地區西北部邊界北側入境後，經左側鄉道彰43線路口後與其共線一小段路，經右側鄉道彰43線路口後獨行，至大道街路口轉南後繞彎道轉東南，至大同路路口轉南南西，至大公路路口轉東微南，至大道街路口轉南再繞彎道轉南南東出境。由該道路向西北西可前往南勢埔、瓦磘的好修聚落南側並止於縣道135號路口，向南南東可前往汴頭並止於其中部偏西的鄉道彰132線路口。
鄉道彰43線（員鹿路西寮巷、大突巷、北大路）是山寮至田中央的道路，其南側端點位於本地區南部邊界地帶中央的縣道148號路口。由此向北北東經鄉道彰40線路口後，至鄉道彰41線路口轉西北與其共線一小段路後，轉北北東而行，出境後可前往頂寮並止於其北部偏西山寮聚落的縣道135號路口。

## 學校
- 湖西國小